# Jerzy Derkacz
Jerzy Derkacz (ur. 21 maja 1950 w Chomęciskach Małych, zm. 10 listopada 2020 w Zamościu) – polski polityk i lekarz, senator III kadencji.

## Życiorys
Syn Mieczysława i Leokadii. Uzyskał wyższe wykształcenie medyczne. W 1974 został absolwentem Akademii Medycznej w Lublinie. Specjalizował się w zakresie laryngologii. Pracę zawodową podjął jako lekarz w Zespole Opieki Zdrowotnej w Hrubieszowie. Zawodowo następnie związany ze Szpitalem Wojewódzkim im. papieża Jana Pawła II w Zamościu. Obejmował stanowiska zastępcy ordynatora (w 1998) i zastępcy dyrektora ds. lecznictwa (w 2001), drugie z nich zajmował do 2007. Kształcił się na studiach podyplomowych w zakresie zarządzania służbą zdrowia. Zajął się również prowadzeniem prywatnej praktyki lekarskiej. Należał do Polskiego Towarzystwa Lekarskiego i Polskiego Towarzystwa Otolaryngologicznego. Przyczynił się m.in. do otwarcia lubelskiej kliniki kardiochirurgii.
Na przełomie lat 80. i 90. pełnił funkcję radnego Zamościa i członka zarządu miasta. Od 1993 do 1997 sprawował mandat senatora III kadencji, wybranego z listy Polskiego Stronnictwa Ludowego w województwie zamojskim. Był obok Zbigniewa Religi jednym z dwóch zastępców przewodniczącego Komisji Polityki Społecznej i Zdrowia. W 1997 nie ubiegał się o reelekcję, kandydował później kilkakrotnie z listy PSL (w 2002, 2006 i 2010 oraz parlamentarnych w 2007 i 2015).
Pochowany na cmentarzu parafialnym w Zamościu.

## Odznaczenia
Odznaczony Złotym Krzyżem Zasługi (1999), wyróżniony m.in. Brązowym Medalem „Za zasługi dla obronności kraju” (1994) i odznaką honorową „Za zasługi dla ochrony zdrowia” (2004).